# Wilfrid Wilson Gibson
Wilfrid Wilson Gibson, född 2 oktober 1878, död 26 maj 1962, var en brittisk författare.
Wilfrid Wilson Gibson började tidigt skriva poesi under inflytande av Alfred Tennyson, men övergav med Daily bread (1910), en dramatisk dikt, denna sentimentalt romantiska ton och upptog motiv ur den enkle mannens liv, som han behandlade i ett enkelt vardagligt språk. Han publicerade en lång rad diktsamlingar, bland vilka märks Fires (1912), Thoroughfares (1914), Friends (1916), Livelihood (1917), Whin (1918), Home (1920), Neighbours (1920), I heard a sailor (1925), Hazards (1930), Highland dawn (1932), Islands (1932) och Fuel (1934). Gibson skrev skådespel som Krindlesyke (1922), Kestrel edge (1924) och Between fairs (1928). Collected poems utkom 1918 och 1926. Solway Ford and other poems (1945) är också ett urval.